# Agassiz (cráter)
Agassiz es un cráter de impacto de grandes proporciones del planeta Marte situado a -70.1° Norte y 89° Oeste (-69.9° Norte y 271° Este). El impacto causó una abertura de 117.7 kilómetro de diámetro en la superficie del cuadrángulo MC-30 del planeta. El nombre fue aprobado en 1973 por la Unión Astronómica Internacional en honor al naturalista, paleontólogo y geólogo suizo Louis Agassiz (1807-1873).

## Imágenes

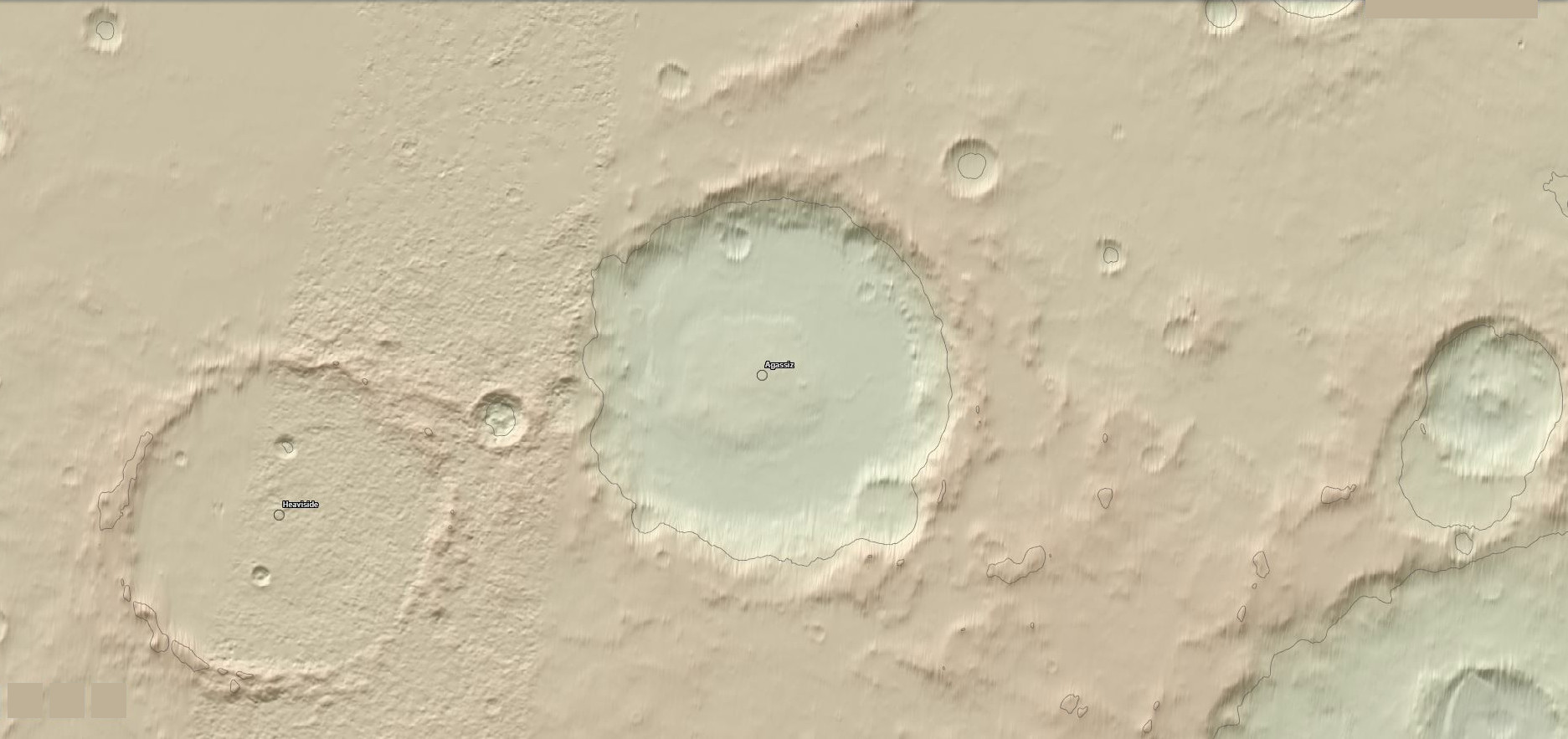
Este mapa generado por RedMapper muestra los cráteres Agassiz y Heaviside.
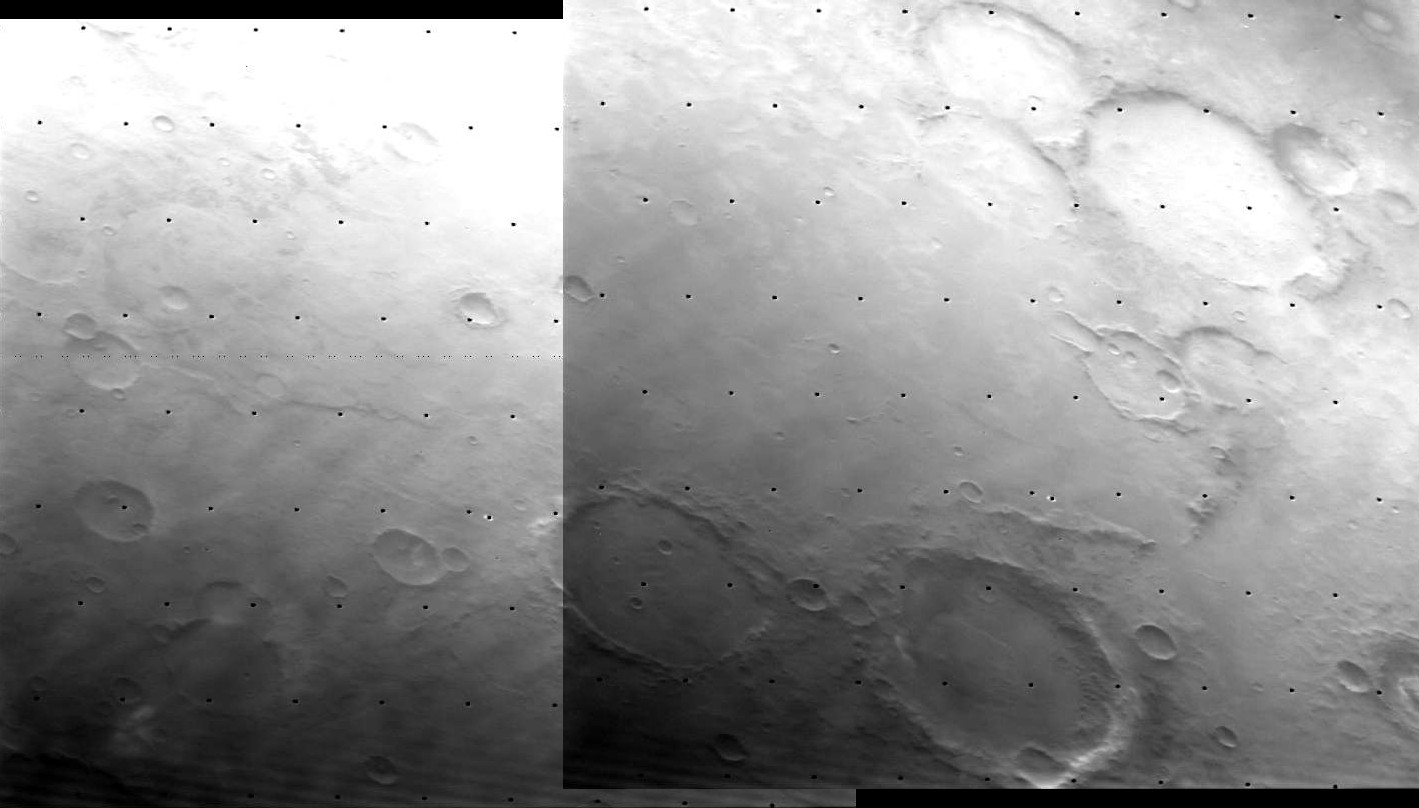
Vista oblicua de los cráteres Heaviside (parte inferior central) y Agassiz (parte inferior derecha)(Viking Orbiter 2)